# Розпалена хоробрість
Розпалена хоробрість (англ. Kindled Courage) — американський вестерн режисера Вільяма Вортінгтона 1923 року.

## У ролях
- Хут Гібсон — Енді Вокер
- Беатріс Бернем — Бетті Пекстон
- Гарольд Гудвін — Х'ю Пекстон
- Гаррі Тенбрук — Сід Гаретт
- Дж. Гордон Расселл — шериф
- Расс Пауелл — маршал
- Аль Харт — Оверленд Піт